# Elizabeth Ann Seton
Sv. Elizabeth Ann Seton (28. kolovoza 1774., New York – 4. siječnja 1821., Emmitsburg), prva američka svetica, utemeljiteljica prve američke katoličke škole i američke kongregacije Sestara milosrdnica sv. Josipa.

## Životopis

### Rođenje, djetinjstvo i mladost
Elizabeth Ann Seton rođena je 28. kolovoza 1974. u New Yorku kao Elizabeth Ann Bayley. Njezini roditelji, Richard Bayley i Catherine Clayton, bili su bogati protestanti koji su prezirali katolike. Odrasla je u visokom društvu kao članica Episkopalne Crkve, a bez majke je ostala s tri godine. Voljela je prirodu, poeziju, glazbu i jahanje. Udala se 1794. za bogatog poduzetnika Williama Setona i rodila mu petoro djece. 
Međutim, William je ubrzo bankrotirao i obolio od tuberkuloze, pa je s Elizabeth i djecom otputovao u Italiju u nadi da će toplija klima pomoći njegovom zdravlju. Smjestili su se u Livornu, na obali Sredozemnog mora, ali je William 27. prosinca 1803. umro, ostavljajući Elizabeth samu s petoro djece.

### Obraćenje i katoličko djelovanje
Nakon suprugove smrti Elizabeth je neko vrijeme ostala u Italiji, ali se 1804. vratila u SAD, nailazeći na brojne poteškoće. Istovremeno je pronašla utjehu u katoličkoj vjeri te je krštena 14. ožujka 1805. u Crkvi sv. Petra na Manhattanu. Mnogi njezini "prijatelji" i članovi obitelji odbacili su je zbog tog čina, ali pomogli su joj ostali vjernici i Crkva. 
Nakon krštenja, Elizabeth se posvetila duhovnom životu, istovremeno brižno odgajajući svoju djecu. Na poziv nadbiskupa od Baltimorea preselila je 1809. u Emmitsburg, gdje je 31. srpnja utemeljila zajednicu Sestara milosrdnica. Zajednica je bila posvećena brizi za siromašnu djecu, po uzoru na Sestre milosrdnice sv. Vinka Paulskog u Francuskoj. Zaštitnik zajednice bio je sveti Josip. Zajednica je 1810. dobila i svoju školu, prvu u SAD-u, nakon čega je pokrenut cjelokupni sustav američkih župnih škola. Elizabeth je postala prva ravnateljica škole, a 1813. je utemeljila i prvo američko katoličko sirotište.

### Smrt i naslijeđe
Krajem 1820-ih Elizabeth je oboljela od tuberkuloze, te je 4. siječnja 1821. preminula, ostavljajući za sobom troje žive djece. Umrla je u Emmitsburgu, gdje se danas nalazi bazilika posvećena njoj te nacionalno svetište s njezinim relikvijama. Beatificirao ju je 17. ožujka 1963. papa Ivan XIII., a kanonizirao ju je 14. rujna 1975. papa Ivan Pavao II. Kao prva kanonizirana svetica, Elizabeth Ann Seton je kamen temeljac američkog katoličanstva, danas dominantne religije u Sjedinjenim Američkim Državama.